# 乐松生
乐松生（1908年—1968年4月27日），原名鏳，男，北京人，祖籍浙江宁波，中国民族工商业者、政治人物。曾任北京市第一至五届人大代表，北京市政协第一至四届委员，北京市人民委员会副市长，北京市工商联副主任委员、主任委员，第一至三届全国人大代表、中国民主建国会北京市委员会副主任委员、全国工商联副主任委员、中国民主建国会中央委员会常委。

## 生平
乐松生祖籍浙江宁波慈水镇（今属慈溪市），同仁堂乐氏第十三代传人，乐达义的独子。曾就读于北京汇文中学大学堂，17岁开始随伯父乐达仁学习经营达仁堂药店。23岁与梁君谟结婚，子乐士骧，女乐士红。
1952年，邀请北医药学系郑启栋教授成立国药改进研究室，试制银翘解毒片、黄连上清片等四种产品。1954年，改名为达仁堂中药提炼厂，后合并为同仁提炼厂。
1928年起，在天津达仁堂担任副经理，北京达仁堂担任经理。后到北京同仁堂从业。1947年乐松生的伯父乐达仁去世的后一年，接任同仁堂经理。1954年，同仁堂实行公私合营，成立董事会，乐松生任经理。
中华人民共和国成立后，乐松生回到四川参加土地改革。朝鲜战争期间，他赴朝鲜参加了慰问团。
1954年，樂松生向中共北京市委和北京市政府申請對同仁堂進行公私合營。同仁堂是第一家申請公私合營的中華老字號。
1955年2月，出任北京市人民委员会副市长。
1956年1月15日，乐松生代表北京市工商联在天安门城楼受到毛泽东接见。
文化大革命期间，由于向红卫兵承认与失势的彭真有过接触而被批斗。乐松生整天被挂牌批斗，妻子在一次游街后自杀，乐松生在1968年遭迫害活活被紅衛兵打死，时年仅60岁。
1978年9月5日，北京市政府在八宝山革命公墓礼堂为他举行了骨灰安放仪式。

## 相关
电视剧大宅门中，白景琦的长孙白占元在剧中是唯一的共产党员，其原型来自于是同仁堂的乐松生但不完全一样。乐松生二姐乐静涵嫁清末大臣梁敦彦次子梁致祥。

## 文章
- 《北京同仁堂的回顾与展望》 - 1961年出版的《文史资料选辑》第11辑
- 《中华全国工商业联合会第二届执行委员会工作报告》 - 1960年2月19日